# فرانسيس هارجريفز
فرانسيس هارجريفز (بالإنجليزية: Frances Hargreaves)‏ هي ممثلة جنوب أفريقية وأسترالية، ولدت في 6 يناير 1954 في جنوب أفريقيا، وتوفيت في 3 مارس 2017 في سيدني في أستراليا.

## وصلات خارجية
- فرانسيس هارجريفز على موقع IMDb (الإنجليزية)
- فرانسيس هارجريفز على موقع قاعدة بيانات الفيلم (الإنجليزية)
- فرانسيس هارجريفز على موقع كينوبويسك (الروسية)